# Костадин Дингов
Хаджи поп Костадин (Константин) Дингов или Дингович е български общественик от ранното Българско възраждане в Прилеп.

## Биография
Роден е в прилепския квартал Варош около 1815 година или в 1818 година. Открива частно училище в Прилеп. Ръкоположен е за свещеник, а през 1843 година е и учител в града. Става архиерейски наместник, от 1852 година замества починалия Христо Логотет като председател на Прилепската българска община.
Поп Костадин Дингов дълги години е избиран за председател на общината, заседава в меджлиса като владишки векилин (пълномощник) и е деен участник в църковната борба.
Неделя Петкова нарича поп Константин „фанариотско мекере“, но според Никола Еничерев поп Константин като владишки наместник българин е играел важна роля за поддържането на българщината в града:
| „ | Благодарение на тяхната умелост, и на тяхното застъпничество, до гъркоманските училища всякога е имало и българско... | “ |

Умира на 22 февруари 1895 година.